# فيصل صالح
فيصل محمد صالح (English: Faisal Saleh) هو وزير الإعلام السوداني الاسبق وكاتب وصحفي سوداني عمل كمحرر وككاتب مقالات لدَى العديد من الصحف الوطنية، وتقلد منصب وزير الإعلام في حكومة السودان الانتقالية عام 2019.

## الخلفية
دَرسَ محمد صالح في مؤسسة طيبة للصحفيين وهي منظمة غير حكومية تعملُ على تدريب الصحفيين. شغلَ في وقت لاحق منصب رئيس تحرير صحيفة قرية العدوة. احتُجزَ في السنوات الأولى من حكم الرئيس عمر البشير لعدة أشهر وذلك بسبب عدّة انتقادات وجّهها للحكومة. واجه جنبا إلى جنب مع العديد من الصحفيين الآخرين اتهامات جنائية وذلك في حزيران/يونيو 2011 بعد الإبلاغ عن قضية اغتصاب مزعوم للناشطة صفية إسحاق من قبل وكلاء تابعين لجهاز الأمن الوطني السوداني.

## الاعتقال

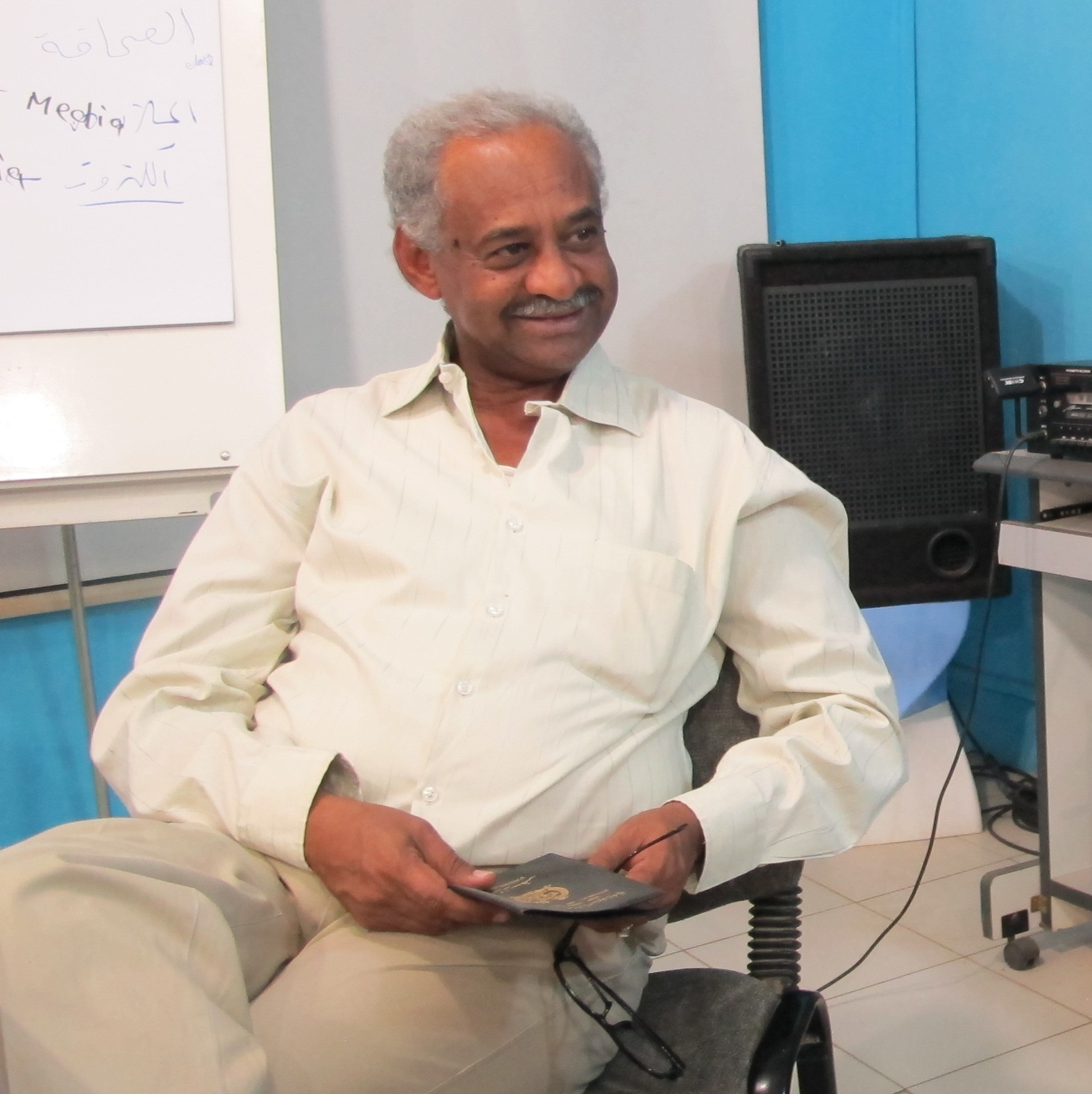
في عام 2015

أجرى صالح مقابلة مع قناة الجزيرة في 19 آذار/مارس من عام 2012. انتقدَ خلال المقابلة خطاب الرئيس البشير، حيث أكّد على شعوره بأن حكومة البشير سترفع من حدة التوترات مع جنوب السودان مما سيجعلُ جنوب كردفان «كبش فداء» وذلك في محاولة من الرئيس لتشتيت فشل إدارته الخاصة في التعامل مع المتمردين. ذكر صالح أيضا أن الحكومة السودانية لا تقوم بأي محاولة لحل الأزمة الدبلوماسية بل تعتمدُ على القوة والنزاعات المسلّحة التي لها عواقب وخيمة.
تم استدعاء صالح في 25 نيسان/أبريل من قِبل الشرطة السودانية للاستجواب؛ هناك حذرته السلطات من مغبة التحدث إلى وسائل الإعلام الأجنبية بما في ذلك تلك العربية. بعد اثني عشر يوما من الاستجواب؛ اتُهم صالح بارتكاب «جرائم ضد الدولة» فضلا عن اتهامات جديدة بالتشهير والإبلاغ عن اغتصاب صفية إسحاق على يد أعوان الشرطة.
اعتبرته منظمة العفو الدولية سجين رأي وذكرت في بيانها أن محمد قد «سُجن لمجرد التعبير السلمي عن معتقداته». أمّا الشبكة العربية لمعلومات حقوق الإنسان فقد أدانت اعتقال واصفة إياه بأنه جزء من «انخفاض حاد في حرية الرأي والتعبير وحرية الصحافة في السودان». انتقدَ مركز الدوحة لحرية الإعلام إخضاع صالح للاستجواب والاحتجاز واعتبر الفعل بأنه «تحرش» ثم أكّد المركز في بيانه على أن السلطات السودانية تُحاول «منع صالح من عمله كصحفي». دعت لجنة حماية الصحفيين دعا السلطات السودانية إلى «الإفراج الفوري عن صالِح والكفّ عن مضايقته»، فيما عبرت منظمة مراسلون بلا حدود عن غضبها من العنف والضغط الذي تعرض له صالح واصفا إياه بأنه «دليل آخر على القمعية تجاه الصحافة من جانب حكومة الخرطوم التي يهدف إلى إسكات كل الأصوات المعارضة». دعت فرونت لاين ديفندرز إلى إسقاط كل التهم ضد صالح وذكرت في بيانها أن اعتقال محمّد ما هو إلا «جزءٌ من حملة مستمرة من المضايقات القضائية والترهيب ضد المدافعين عن حقوق الإنسان». دعت الفدرالية الدولية لحقوق الإنسان «السلطات السودانية إلى وضع حد للمضايقات القضائية التي يواجهها السيد صالح» وأطلقت حملة لكتابة رسائل نيابة عنه. نظّمَ مجموعة من الصحفيين مظاهرة في 17 أيار/مايو أمام مقر مجلس السودان للصحافة والنشر لإظهار التضامن مع صالح والدعوة إلى «نهاية عهد ما قبل الرقابة والقيود المفروضة ضد الصحافة والصحفيين».